# Токови историје (часопис)
Токови историје је научни часопис који излази од 1966. године и бави се историјским темама.

## О часопису
Часопис Токови историје је периодична научна публикација Института за новију историју Србије. Спада у ред водећих историјских часописа у Србији. Објављује радове из националне историје у модерној епохи, као и радове о важним темама из европске и светске историје, посебно оним од значаја за српску историју. У радовима у оквиру рубрика Чланци, Истраживања, Прилози, Есеји, Грађа и Интердисциплинарна истраживања сарадници часописа представљају научној јаности најновије резултате својих истраживања, док су рубрике Историографија, Прикази, Начни живот и Научна полемика посвећене представљању, оцени и вредновању савремене научне продукције. Политика часописа је да објављује само оригиналне научне радове који испуњавају високе научне стандарде. Сви радови се шаљу на две обострано анонимне рецензије (Double-blind peer review). Од броја 2/2016. часопис Токови историје се налази на ERIH PLUS листи.

### Историјат
Часопис Токови историје настао је из редовне периодичне публикације Института за историју радничког покрета Србије у форми зборника радова Токови револуције. Овај зборник је почео да излази 1967. године и под тим именом је објављиван до 1989. као годишњак. У том периоду су објављене књиге I–XXI и свеке 1/1988. и 1/1989. Уредници Токова револуције су били: академик Богумил Храбак (1967–1975), др Милан Борковић (1977. и 1978) и др Јован Дубовац (1981–1989). Од 1990. до 1993. часопис Института за новију историју Србије је носио назив Токови. Под уредништвом др Момчила Митровића објављене су свеске 1/1990, 1/1991. и 1–2/1992.
	Форму коју данас има часопис је добио 1993. Преименован је у Токове историје, добио је нову структуру садржаја и графички дизајн. Динамика излажења је подразумевала четири, а од 2010. три броја годишње. Главни и одговорни уредници часописа су били: др Латинка Перовић (1993–2000), др Миле Бјелајац (2000–2005. и 2009–2012), др Радмила Радић (2005–2009) и др Гордана Кривокапић Јовић (2012–2016). Чланци, прилози, архивски извори и критика обухватили су нове теме и нове историјске трендове. Уз радове о економским и политичким организацијама радничког покрета, историји српског друштва између два светска рата и током Другог светског рата, историје власти и комунистичке партије у социјалистичкој Југославији, на страницама часописа нашли су место и радови о друштвеним идејама, трендовима модернизације, политичким странкама, историји институција, цркве и верских односа, привредном развитку, друштвеним слојевима, спољној политици и међународним односима у хладноратовско доба, значајним личностима и државницима, националним мањинама, породици и положају жена, прошлости Срба ван Србије, приватном животу, узроцима и околностима распада социјалистичке Југославије, вредновању стране историографије и њеног виђења југословенске историје и др.

### Периодичност излажења
Часопис излази три пута годишње. Прва два броја су на српском језику, а трећи је претежно на енглеском језику.

## Уредници
Академик Богумил Храбак (1967–1975)
Др Милан Борковић (1977–1978)
Др Јован Дубовац (1981–1989)
Др Момчило Митровић (1990–1992)
Др Латинка Перовић (1993–2000)
Др Миле Бјелајац (2000–2005. и 2009–2012)
Др Радмила Радић (2005–2009)
Др Гордана Кривокапић Јовић (2012–2016)
Др Слободан Селинић (2016−2020)
Др Владан Јовановић (2020− )

## Аутори прилога
Аутори радова у часопису су првенствено научници из Србије, али и велики број научника из света (Русија, Кина, Чешка, Италија, Бугарска, Немачка, Хрватска, Словенија, Аустрија, Грчка, Канада). Највећи број аутора су историчари, али прилоге објављују и стручњаци из области правних наука, економије, социологије. У часопису су равномерно заступљени сарадници Института за новију историју Србије и сарадници ван института, пре свега из других научних установа Србије. Сваки пети аутор је из иностранства. Такође, петину чланака чине радови објављени на светским језицима (енглеском и руском).

## Теме
- историја друштва
- историја политичких странака
- историја институција
- југословенске теме
- међународни односи

## Индексирање у базама података
Часопис Токови историје се налази на ERIH PLUS листи:
https://dbh.nsd.uib.no/publiseringskanaler/erihplus/periodical/info?id=488333 Архивирано на веб-сајту  (30. новембар 2016)
Радови објављени у Токовима историје могу се пронаћи у следећој бази:
https://www.ceeol.com/